# Qarr
Qarr – wieś położona w północnej części Albanii w gminie Golaj. Wieś znajduje się 114 kilometrów od stolicy państwa, Tirany.

## Demografia
Według spisu ludności z 1989 roku we wsi Qarr mieszkało 487 mieszkańców.